# Берилл (гора)
Берилл — горная вершина на Дальнем Востоке России, на границе Хабаровского края и Якутии. Является высшей точкой Хабаровского края, высота — 2934 метра. Находится в горной системе Сунтар-Хаята.